# Селецкое (озеро, Карелия)
Селецкое — озеро в России, расположено в центральной части Республики Карелии, в Медвежьегорском районе.

## Общие сведения
Площадь поверхности — 62,3 км², площадь водосборного бассейна — 3450 км². Высота над уровнем моря — 135 м.
Расположено в 10 км западнее крупного озера Сегозера.
Имеет вытянутую с севера на юг форму. Южный берег низкий, западный и восточный — холмистые. Узкая длинная губа в северо-западной части озера называется озером Сонго, через которое в Селецкое озеро впадает река Сонго. Параллельная ей губа немного южнее называется озером Хизъярви. На западном берегу вытекает река Лужма. На юге протокой соединено с озером Энингилампи.
Наиболее известный — остров Тортуга, ещё несколько крупных островов в северной части озера. Общая площадь островов 0,85 км².
Рыбы: лосось, сиг, ряпушка, корюшка, щука, плотва, лещ, налим, судак, окунь, ёрш.
На юго-восточном берегу озера располагалось несколько посёлков: Северный Конец, Южный Конец, Погост, Берег, Пряккила.
Код объекта в государственном водном реестре — 02020001111102000007055.
Богато железной рудой.